# Lancelot De Mole
Lancelot Eldin De Mole (ur. 13 marca 1880 w Adelaide, zm. 6 maja 1950 w Sydney), australijski inżynier i wynalazca.  Projektant prawdopodobnie pierwszego czołgu.
W 1911 w czasie prac mierniczych w okolicach Geraldton wpadł na pomysł opancerzonego pojazdu gąsienicowego i rok później wysłał do brytyjskiego War Office (ministerstwa ds. wojny) opis i rysunki takiego pojazdu. W 1913 otrzymał odpowiedź, że War Office nie jest zainteresowany jego wynalazkiem.  W 1915 De Mole ponownie próbował zainteresować rząd brytyjski swoim wynalazkiem. Tym razem otrzymał odpowiedź, że zanim jego pomysł będzie mógł zostać oceniony, musi on zaprezentować jego działający model. De Mole zbudował model czołgu, ale nie posiadał wystarczających funduszy na podróż do Londynu. Próbował się zaciągnąć do australijskiej armii, ale został odrzucony z powodów zdrowotnych. Kiedy w 1916 na polu walki pojawiły się pierwsze brytyjskie czołgi, dzięki pomocy sir Harolda Boyce'a udało mu się dostać do Armii i udał się do Londynu z modelem swojego czołgu, który przedstawił przed British Inventions Committee. BIC z kolei zarekomendował konstrukcję De Mole'a Tank Board. Model czołgu De Mole'a zaginął na sześć tygodni i zanim mógł on zostać pokazany armijnemu komitetowi, De Mole został wysłany na front do Francji.
W 1919 De Mole próbował dojść swoich praw jako wynalazca czołgu, ale specjalnie powołana komisja królewska odrzuciła jego roszczenia. Uznano, że pomimo iż już w 1912 De Mole opracował teoretyczne podstawy czołgu, a jego konstrukcja przewyższała powstały w 1916 czołg brytyjski, to jednak "Mark I" w żaden sposób nie opierał się na leżących od 1912 w War Office planach. Komisja zwróciła wynalazcy 965 funtów kosztów i nadała mu honorowy stopień kaprala, a w 1920 otrzymał Order Imperium Brytyjskiego.